# Río Pabellón
El río Pabellón es un curso natural de agua de corto trayecto que fluye en el extremo suroeste de la isla de Chiloé con dirección general este a oeste hasta desembocar en el océano Pacífico.

## Historia
Luis Risopatrón lo describe en su Diccionario Jeográfico de Chile de 1924:: 612 
Pabellón (Rio) 43° 14' 74° 20'. Es correntoso i desemboca en el mar con un ancho de 5 m, inmediatamente al N de la punta del mismo nombre, de la parte SW de la isla de Chiloé. 1, XXI, p. 216 i carta 69; i 156.